# 平版印刷
平版印刷（英語：planographic printing）是以平面的印版印刷的一种方法，是目前世界上应用最广泛的印刷工艺，也是制造半导体和MEMS设备的方法。平版印刷也被称为“平面印刷”或“间接印刷”，是一种常见的商业印刷技术。它是通过将图像或文字从平面的印版传送到橡皮布上，再从橡皮布上印刷到纸张或其他材料上的过程来完成印刷的。
平版印刷是一种高效、高质量、多功能的印刷技术。它可以用于印刷广告、宣传品、杂志、报纸、书籍、包装等各种产品。它的印刷效果比较清晰，可以印刷出高品质的图片和文字，而且可以使用各种类型的油墨和纸张。
平版印刷的主要优点是印刷速度快，印刷成本相对较低，印刷品质较高，适用于大批量印刷和重复印刷。缺点是需要准备一定的前期工作，如制版、调试等，而且不适合短版印刷和定制化印刷。

## 原理
平版印刷是基于油和水互斥的原理的手动工艺。
图像用油基的媒介放在印版表面上；然后用酸将油“烧入”印版表面中。在印刷时，表面先覆上水，水份留在非油性的表面，但不会留在油性的部分；然后用辊子涂布油性油墨，油墨只附着在表面油性的部分。

## 早期工艺
平版印刷是由波西米亚的阿罗斯·塞尼菲尔德于1798年发明的，这是凸版印刷自15世纪发明以来第一种新的印刷工艺。在平版印刷的早期年代，使用一种平滑的石灰石（limestone），因此平版印刷的英文名称lithography或lithos来源于古希腊的“石头”一词。在油基的图像放到石头表面后，用酸蚀入石头的表面下，再涂上阿拉伯胶的水溶液，其只附着在无油的表面上，然后密封起来。在印刷的时候，水附着在阿拉伯树胶的表面，但不附着在油性部分，而印刷时使用的油性墨则相反。
在平版印刷发明后的几年裡，这个印刷工艺用于印刷多色的图像，在19世纪称为彩色平版印刷（Chromolithography），这个时期的许多精美的彩色平版印刷品和出版物现在还存放在美国和欧洲的博物馆中。每一种颜色使用一块石头印版。主要的难题是如何使图像套印准确。
参见：平版印刷的发明，作者Alois Senefelder，（英文译本，1911年）

## 现代工艺
今天，平版印刷使用的是铝版。印版已经用刷子刷出砂目，或称为“粗糙化”处理，然后涂上平滑的一层感光胶。将所需的图像的照相阴图放在印版上进行曝光，在感光胶上形成阳图图像。感光胶经过化学处理后去除未曝光的感光胶部分。印版装在印刷机上的滚筒上，用水辊在印版上滚过，将水份附着在印版的粗糙部分或称非图文部分。然后用墨辊在印版上滚过，只将油墨附着在印版的平滑的部分或称图文部分。
如果这个图像直接传送到纸张上，则产生正读的图像，但是纸张就会湿了。现在采用的方法是用覆有橡皮布的滚筒滚过印版表面，能挤去水份，转印上油墨。实际的原因并非如此，只是橡皮布具有弹性，能更好地转印图像而已，它同样能传递水份，但现在用的水分变少了，可以忽略不计。
滚筒滚过纸张，将油墨转印在纸张上。因为图像是先转印在橡皮布滚筒上，这个工艺也称为“胶印”，这个词的英文Offset printing有转印的意思，指的是图像先转印到橡皮布滚筒再转印到纸张上的过程。
多年来，这项工艺有很多创新和技术上的改进。包括利用几块印版一次走纸印出多色图像的印刷机、达格伦（Dahlgren）输墨系统，其排除了润版的步骤（而是润版步骤组合到输墨过程中）。
在输入端，桌面出版的进步使得几乎每个人都能制作出专业质量的版式，照排机的发展也使印刷厂能够跳过照相制版的中间步骤；照排机能够直接从计算机的图像制成软片。从21世纪以来，直接制版机又排除了软片的需要，可以直接在印版上成像。
其实目前平版印刷使用的PS版，是铝锌合金做的。而且也不需要“粗造化”处理。整个版子是由亲水的底板涂上一层亲墨的感光层做成的，当菲林放在PS版上曝光后，曝光部分的感光层经过化学处理就被除去，露出亲水的底板。

## 平版印刷的应用

### 半导体用平版印刷
半导体平版印刷也被称为光刻，它被用于集成电路等微芯片加工。由于它是加工微米及纳米级尺度设备的最好方法之一，也被用于微机电系统加工。光刻在各种材料的微加工上都有应用，其中在硅片上的应用已经相当成熟。近年来兴起的无掩模光刻和纳米压印光刻也开始被逐步应用。